# Condado de Pima
El condado de Pima está localizado en la zona centro-sur del estado estadounidense de Arizona. Recibe su nombre de la etnia pima que habitó originalmente su territorio. Según la oficina del censo de los Estados Unidos, en 2020 tenía una población de 1,043,433 habitantes. La sede de condado, Tucson, es donde se concentra la mayor parte de la población.
El condado de Pima incluye en su territorio parte de la Nación Tohono O'odham y la totalidad de la Reserva India San Xavier, el Monumento Nacional Organ Pipe Cactus, el Monumento Nacional Ironwood Forest y el parque nacional Saguaro.
La gran mayoría de la población habita en la ciudad de Tucson, que en 2005 tenía una población de 529 770 habitantes, es la segunda ciudad más importante de Arizona y un importe centro comercial y académico. Otras áreas urbanas del condado son suburbios de Tucson como Oro Valley, Maraña, Sahuarita y South Tucson, que forman un anillo de conurbación en torno a Tucson; el resto del territorio tiene una población muy dispersa, los mayores pueblos son Sells, capital de la Nación Tohono O'odham y Ajo, en el extremo oeste del condado.

## Historia
El condado de Pima fue uno de los cuatro condados originales que formaron el Territorio de Arizona en 1864, después de que su territorio pasara a Estados Unidos mediante la compra de La Mesilla a México. El territorio original del condado era idéntico al de La Mesilla correspondiente a Arizona, es decir desde el río Colorado a la frontera con Nuevo México de oeste a este y del río Gila a la frontera con México de norte a sur. Los actuales condados de Cochise, Graham y Santa Cruz fueron creados a partir de territorio correspondiente originalmente al de Pima.

## Geografía
Según la Oficina del Censo de los Estados Unidos, el condado tiene una extensión de 23 799 km² (9189 mi²), 23 792 km² (9186 mi²) de los cuales son de tierra firme y 7 km² (3 mi²) (0.03 %) son de agua. 

### Límites
El condado limita con los siguientes condados y municipios:
- Condado de Yuma, Arizona al oeste.
- Condado de Maricopa, Arizona al norte.
- Condado de Pinal, Arizona al norte.
- Condado de Graham, Arizona al noreste.
- Condado de Cochise, Arizona al este.
- Condado de Santa Cruz, Arizona al sureste.
- Municipio de General Plutarco Elías Calles, Sonora al sur.
- Municipio de Caborca, Sonora al sur.
- Municipio de Altar al suroeste.

## Educación
La Biblioteca Pública del Condado de Pima gestiona bibliotecas públicas en el condado.